# 後藤康文
後藤 康文（ごとう やすふみ、1958年4月30日 - ）は、山口県生まれの国文学者。
北海道大学大学院文学研究科教授。博士（文学）。専門は『狭衣物語』『伊勢物語』『堤中納言物語』等の注釈的研究。

## 略歴
1977年 山口県立下関西高等学校卒業。
1982年 九州大学文学部卒業。1989年 同大学院文学研究科博士後期課程単位取得退学。1989年 同文学部助手。
1989年 宮崎大学教育学部助手。1991年 同講師。1993年 同助教授。
1994年 北海道大学文学部助教授。2001年 同大学院文学研究科教授。

## 著作

### 単著
- 『伊勢物語誤写誤読考』（笠間書院、2000年）
- 『狭衣物語論考【本文・和歌・物語史】』（笠間書院、2011年）
- 『日本古典文学読解考—『万葉』から『しのびね』まで—』（新典社、2012年）
- 『堤中納言物語の真相』武蔵野書院 2017

### 編著
- 『今井源衛著作集〈第七巻〉在原業平と伊勢物語』（笠間書院、2004年）